# Hartley Coleridge
Hartley Coleridge (Clevedon, 19 settembre 1796 – 6 gennaio 1849 Rydal) è stato un poeta, biografo, saggista e insegnante inglese.
Figlio maggiore del poeta Samuel Taylor Coleridge, prende il nome dal filosofo David Hartley.

## Critica moderna
- E.L. Griggs, R. West, Hartley Coleridge, his Life and Work, 1977.
- Andrew Keanie, Hartley Coleridge: A Reassessment of His Life and Work, Palgrave Macmillan, 2008.